# Ramón Sampedro

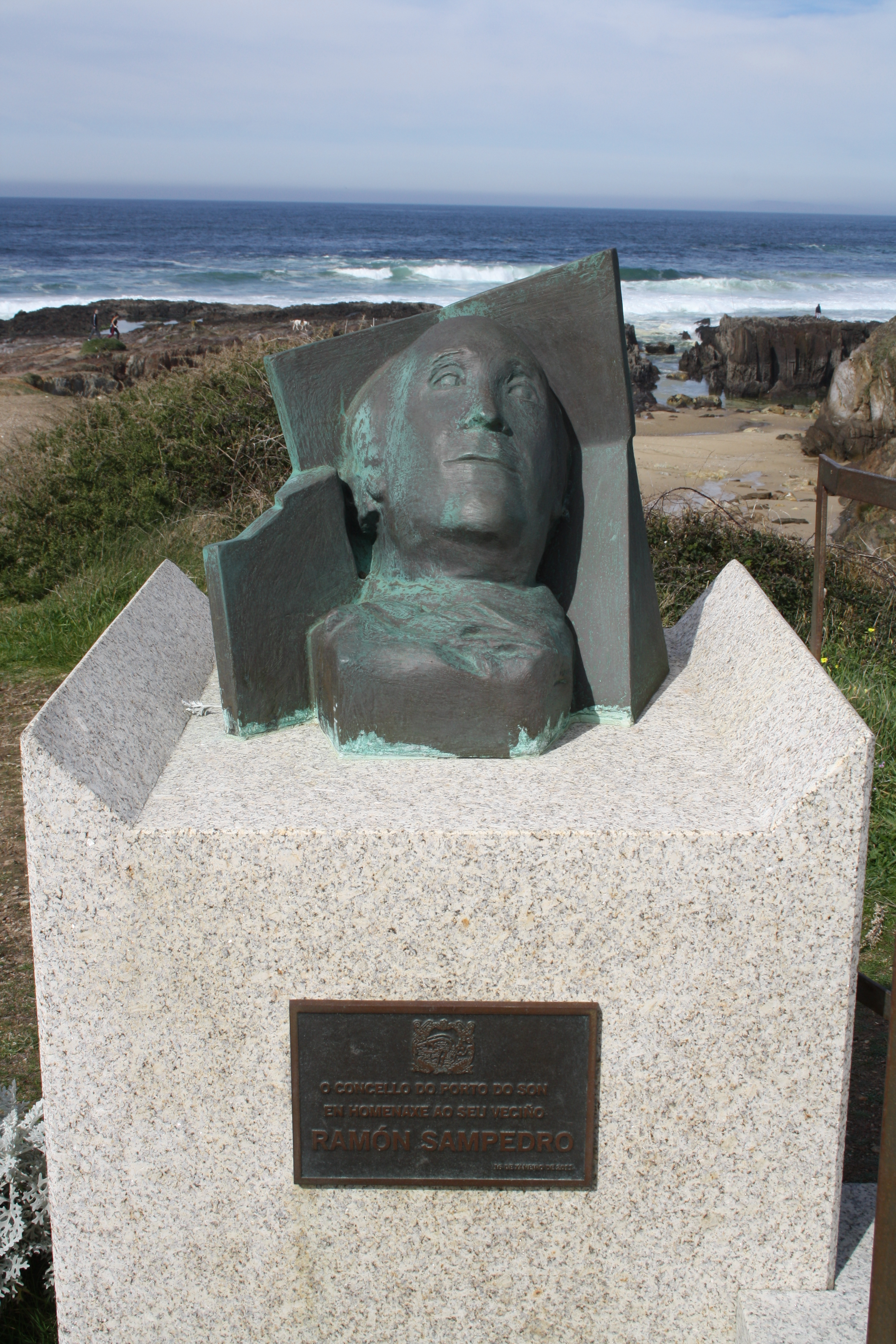
Ramón Sampedro.

Ramón Sampedro, född 5 januari 1943 i Porto so don i Spanien, död 12 januari 1998 i Borio, var en spansk skeppsmekaniker och fiskare som vid 25 års ålder blev totalförlamad i en dykolycka och som därefter stred för rätten att få dödshjälp under de kommande 29 åren.
Sampedros problem var att han inte ville leva som totalt förlamad men på grund av detta inte var fysiskt kapabel att begå självmord, Sampedro argumenterade därför för att få dödshjälp. Sampedro drev sitt mål om rätten att få dö ända upp i Spaniens högsta domstol, något som gjorde honom världskänd. Domstolen gav honom avslag, vilket upprörde många.
Sampedro dog av cyanidförgiftning den 12 januari 1998, ett par dagar senare greps en av Sampedros närmsta vänner, Ramona Maneiro, av polisen anklagad för ha hjälpt Sampedro att begå självmord, men släpptes i brist på bevis. Även om Ramona Maneiro i efterhand har erkänt att hon hjälpte Sampedro att dö, har fallet aldrig prövats igen.
Filmen Gråta med ett leende från 2004 bygger historien om Ramón Sampedro.